# P. G. T. Beauregard
Pierre Gustave Toutant Beauregard (28 de maio de 1818 - 20 de fevereiro de 1893) foi um autor nascido na Louisiana, americano, funcionário público, político, inventor, e o primeiro general de destaque do Exército da Virgínia do Norte durante a Guerra Civil Americana.
Beauregard foi treinado como um engenheiro civil na Academia Militar dos Estados Unidos e serviu com distinção como engenheiro na Guerra Mexicano-Americana. Seguindo um mandato muito breve como superintendente da Academia Militar em 1861, ele se tornou o primeiro General de Brigada confederado e comandou as defesas de Charleston, Carolina do Sul, no início da Guerra Civil na Batalha de Fort Sumter em 12 de abril de 1861. Três meses depois, ele foi o vencedor na Primeira Batalha de Bull Run perto de Manassas, Virginia.
Beauregard comandou exércitos no teatro ocidental da Guerra Civil Americana, incluindo a Batalha de Shiloh em Tennessee, e o Cerco de Corinto no norte do Mississippi. Ele retornou a Charleston e defendeu-a de repetidos ataques navais e terrestres em 1863. Sua maior conquista foi sem dúvida, salvar a cidade de São Petersburgo, Virginia, e assim também a capital confederada de Richmond, Virginia, de assaltos por forças esmagadoramente maiores das Forças Armadas da União, em Junho de 1864. No entanto, sua influência sobre a estratégia da Confederação foi marcada pelo seu mau relacionamento profissional com o Presidente dos Estados Confederados Jefferson Davis e outros generais e oficiais. Em abril de 1865, Beauregard e seu comandante, o general Joseph E. Johnston, convenceram Davis e os membros do gabinete restante que a guerra necessitava caminhar para o fim. Johnston rendeu a maior parte das tropas remanescentes da Confederação para o general William T. Sherman, incluindo Beauregard e seus homens.
Após a sua carreira militar, Beauregard serviu como um executivo de ferrovia e tornou-se um dos poucos veteranos confederados ricos por causa de seu papel na promoção da Loteria da Louisiana. Hoje ele é comumente chamado de P.G.T. Beauregard, mas durante a guerra, ele raramente usou seu primeiro nome e assinou suas correspondências como G.T. Beauregard.

## Infância
Beauregard nasceu em St. Bernard Parish, Louisiana, cerca de 32 km de New Orleans, de uma família de Crioulos da Luisiana. O terceiro filho de Jacques Toutant-Beauregard and Helene Judith de Reggio Toutant-Beauregard. Ele teve três irmãos e três irmãs. Beauregard freqüentou escolas de Nova Orleans e depois foi para a "Escola Francesa", em Nova Iorque. Foi nesta época em Nova Iorque, aos 12 anos, que ele aprendeu a falar Inglês. Ele estudou na Academia Militar dos Estados Unidos da América em West Point, Novo Iorque. Um de seus instrutores foi Robert Anderson (major), que mais tarde se tornaria o comandante do Fort Sumter, que renderia à Beauregard no início da Gerra Civil.
Ao se matricular em West Point, Beauregard passou a assinar "G. T. Beauregard". Ele se formou como segundo aluno da classe em 1838 e se sobressaiu tanto na arma artilharia quanto na engenharia. Seu colegas militares deram-lhe muitos apelidos: Pequeno Crioulo, Bory, Francesinho, Felix, e Pequeno Napoleão.

## Serviço no Exército dos Estados Unidos da América
Durante a Guerra Mexicano-Americana, Beauregard serviu como engenheiro sob o comando de General Winfield Scott. Ele foi capitão temporário na Batalha de Contreras e na Batalha de Churubusco e novamente promovido a major temporário para a Batalha de Chapultepec, onde ele foi ferido no ombro e na coxa. Ele foi reconhecido pela eloquente performance em um encontro com Scott, onde ele expôs as opiniões dos oficiais gerais para mudar as táticas planejadas de ataque ao forte de Chapultepec, e foi um dos primeiros oficiais a entrar na Cidade do México. Beauregard considerava suas contribuições em perigosas missões de reconhecimento e elaboração de estratégia mais significantes para seus superiores das que elaborados pelo colega engenheiro, Capitão Robert E. Lee, por isso ficou desapontado quando Scott não o fez menção elogiosa no seu relatório, sendo que o fez para Lee e outros oficiais que receberam mais graduações.
Beauregard retornado do México em 1848, onde durante os próximos 12 anos, ele foi responsável por aquilo que o Departamento de Engenharia chamou de "o Mississippi e a defesa do Lake em Louisiana". Apesar do título, muito do seu trabalho de engenheiro foi exercido em outros lugares, reparando fortes antigos e construindo novos na costa da Florida e em Mobile, Alabama. Ele também melhorou a defesa do Fortes St. Philip e Jackson no Rio Mississipi, Nova Orleans. Ele trabalhou com o Army and Navy engineers para melhorar a navegação dos canais na boca do Mississippi, e patenteou uma invenção que ele chamou de "self-acting bar excavator" para ser utilizada por navios na travessia barras de areia e argila.

## Leituras Posteriores
- Basso, Hamilton, Beauregard: The Great Creole (1933)
- Fortier, Alcee, Louisiana, Vol. 1 (1909)
- Holtman, Robert B., The Napoleonic Revolution, Louisiana State University Press (1967)
- Roman, Alfred, The Military Operations of General Beauregard (1884)
- Wakelyn, Jon L., Biographical Directory of the Confederacy (1977)

## Ligações Externas
- Biografia e cronograma de P. G. T. Beauregard
- Várias cartas de P. G. T. Beauregard